# Edwin Lutyens

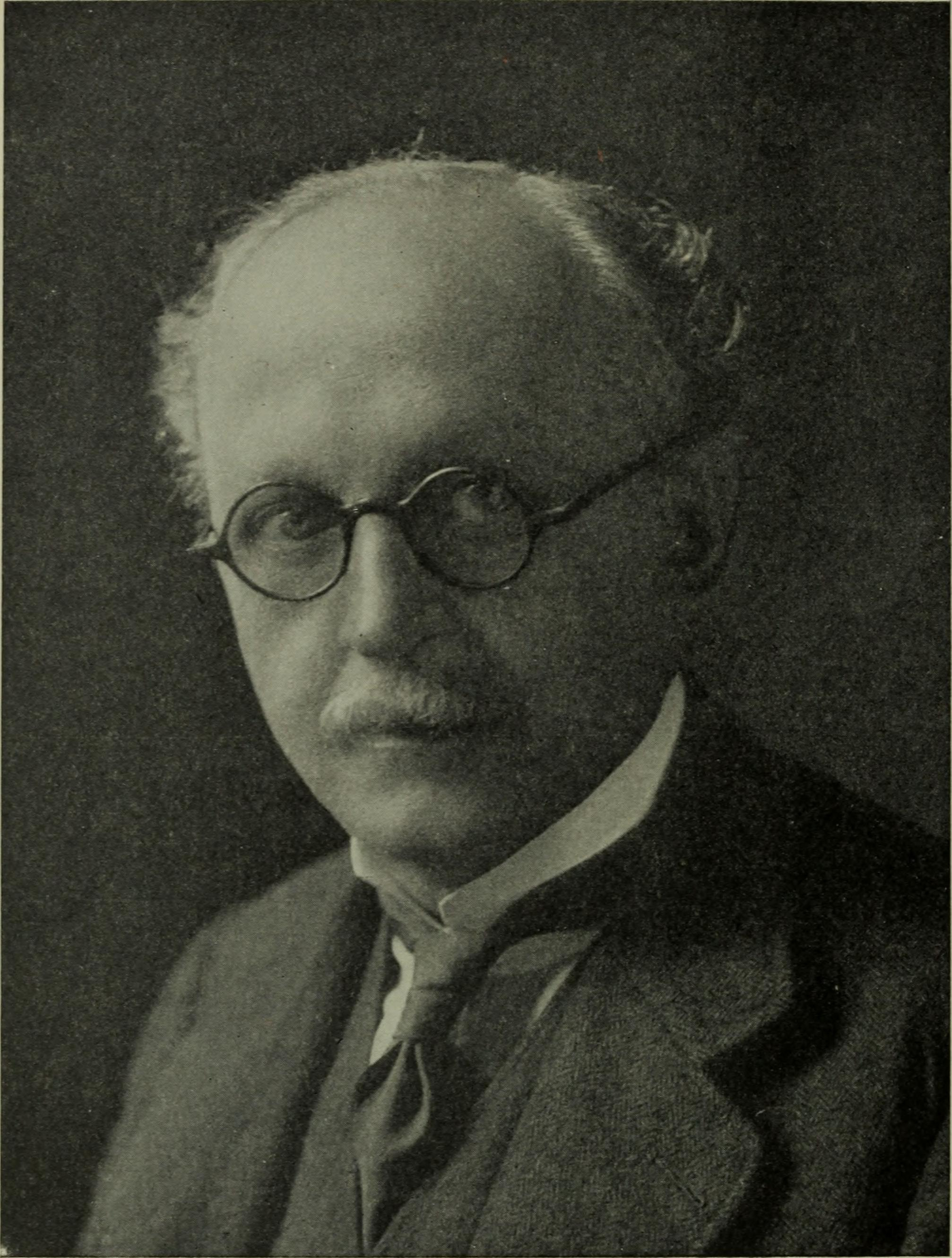
Edwin Lutyens

Edwin Landseer Lutyens (Londen, 29 maart 1869 — aldaar, 1 januari 1944) was een Engels architect en tuinontwerper.

## Biografie
Edwin Landseer Lutyens studeerde van 1885 tot 1887 architectuur aan de South Kensington School of Art in Londen. Na zijn studies ontmoette hij tuinontwerpster Gertrude Jekyll, met wie hij samenwerkte aan een aantal landhuizen in de typische Lutyensstijl, een combinatie van klassieke invloeden met "natuurlijk" aangelegde bloementuinen.
Lutyens verwierf faam door het tijdschrift Country Life, waarin vele van zijn ontwerpen aan het publiek werden voorgesteld.
Nog voor het einde van de Eerste Wereldoorlog werd hij aangesteld als een van drie vooraanstaande architecten die door de Imperial War Graves Commission belast werden met de bouw van verschillende gedenktekens en oorlogsmonumenten in binnen- en buitenland, o.a. in Ierland en Spanje. De meest bekende daarvan zijn de Cenotaaf (Cenotaph), in Whitehall, Londen en het Memorial to the Missing of the Somme in Thiepval, Frankrijk. Hij ontwierp ook 140 Brits-Gemenebest militaire begraafplaatsen in België en Frankrijk.
Tot zijn andere creaties behoren o.m. Queen Mary’s Dolls’ House, een schaalmodel van een villa in de stijl van de 16e-eeuwse ontwerper Andrea Palladio, de rooms-katholieke kathedraal van Liverpool, en verschillende publieke bouwwerken in Ierland.
Behalve gebouwen heeft Lutyens ook meubels ontworpen, die tot op de dag van vandaag nog gemaakt en verkocht worden.
Lutyens werd in 1918 tot ridder geslagen; sindsdien mag hij met sir benoemd worden. In 1921 werd hij verkozen tot lid van de Royal Academy of Arts. Een van zijn meest indrukwekkende verwezenlijkingen is de bouw van New Delhi, een gedeelte van de metropool Delhi, waar vanaf 1912 de regering van Brits-Indië haar zetel had. Hier liet hij zich, in samenwerking met Herbert Baker, inspireren door elementen van de traditionele Indiase architectuur. De indrukwekkende ambtswoning van de president, de Rashtrapati Bhavan, werd door hem ontworpen. Het project werd afgewerkt in 1929.
In 1897 huwde Lutyens met Emily Bulwer-Lytton (1874-1964), de dochter van Robert Bulwer-Lytton, een gewezen onderkoning van Indië. Zij kregen vijf kinderen, inclusief Ursula Lutyens, moeder van de Brits politicus Nicholas Ridley. Begin 1940 werd bij Lutyens longkanker vastgesteld waaraan hij vier jaar later overleed. De begrafenis vond plaats in Westminster Abbey op 6 januari en zijn as werd in een urn, ontworpen door zijn zoon, geplaatst in de crypte van de St. Paul's Cathedral, Londen.

## Zie ook

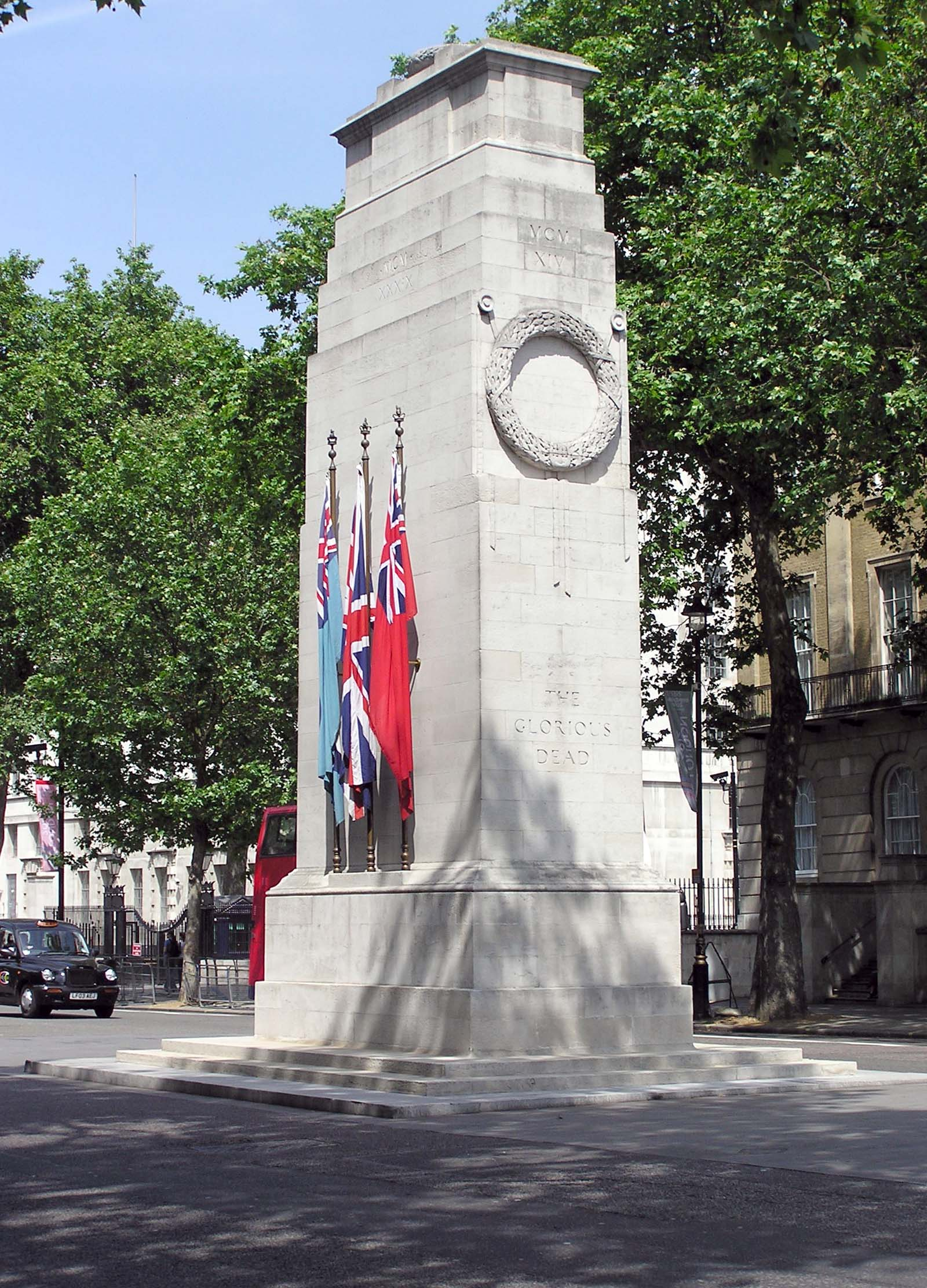
Cenotaph in Whitehall
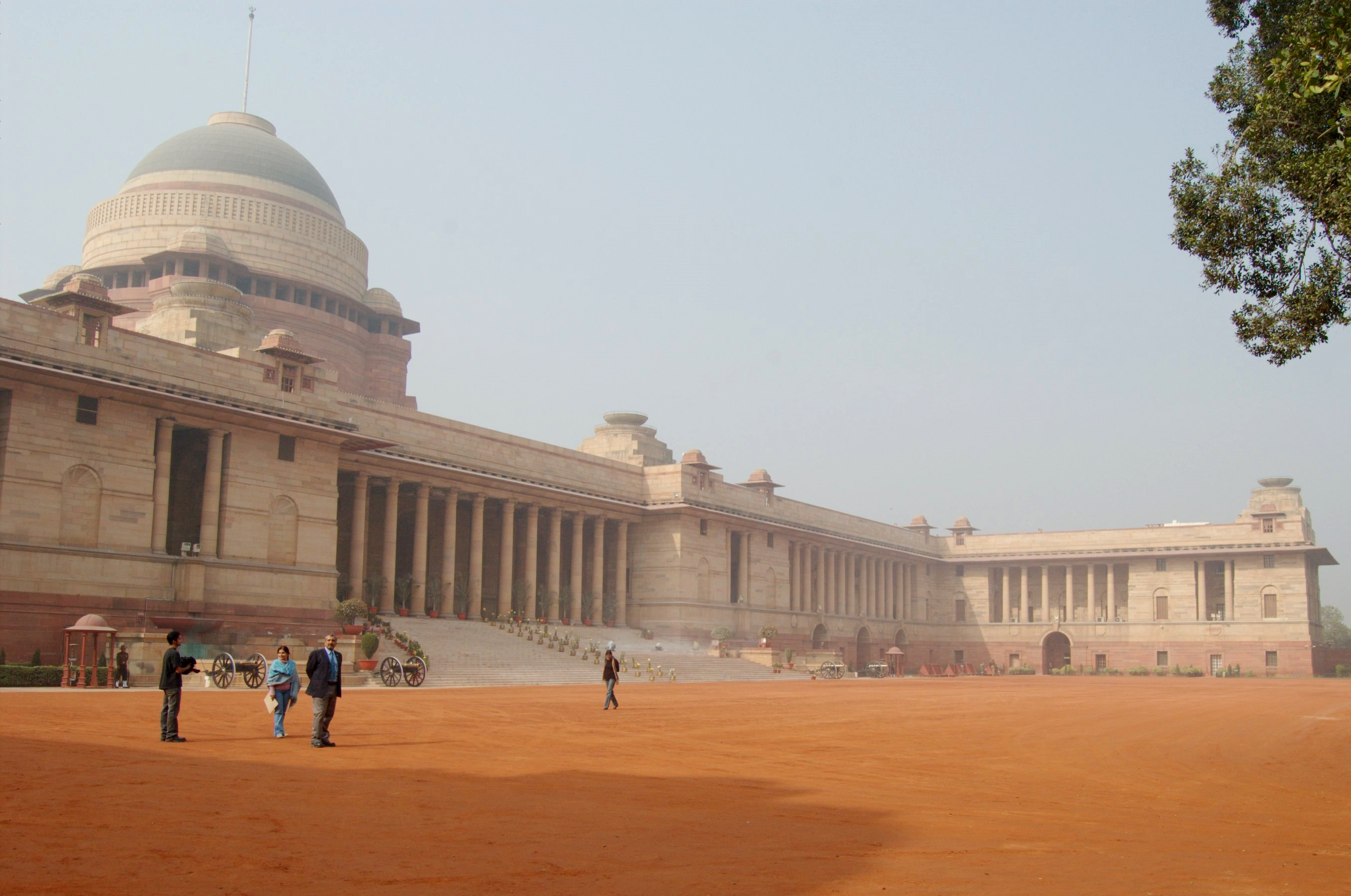
Rashtrapati Bhavan, India
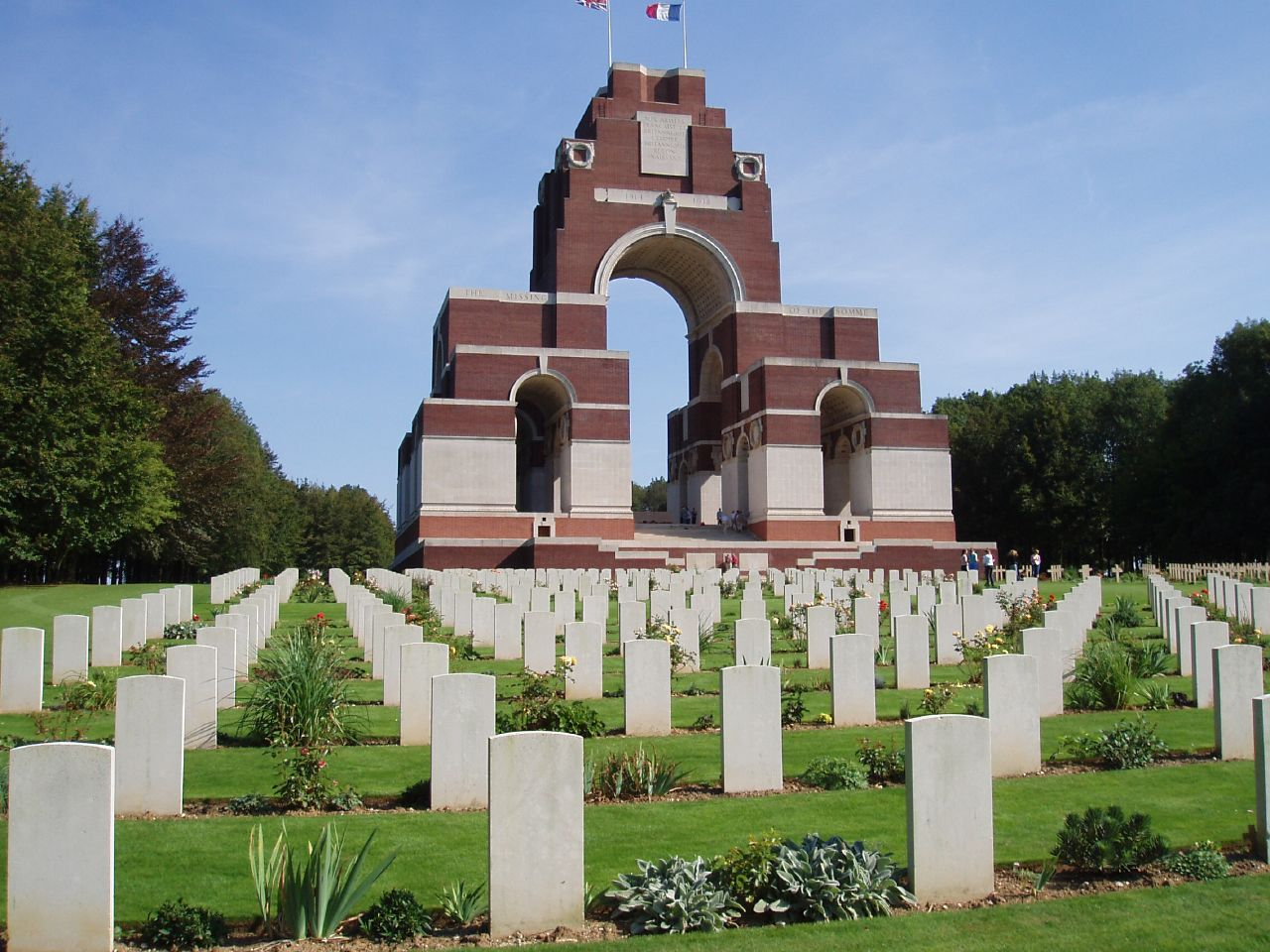
Thiepval Memorial